# Petar Dachev
Petar Dachev (Bulgaria, 15 de junio de 1979) es un atleta búlgaro retirado especializado en la prueba de salto de longitud, en la que consiguió ser medallista de bronce europeo en 1998.

## Carrera deportiva
En el Campeonato Europeo de Atletismo de 1998 ganó la medalla de bronce en el salto de longitud, con un salto de 8.06 metros, siendo superado por el ruso Kirill Sosunov (oro con 8.28 m) y el rumano Bogdan Tarus (plata con 8.21 metros).